# Campionati italiani di duathlon sprint del 2022
I Campionati italiani di duathlon sprint del 2022 (edizione XV) sono stati organizzati da Imola Triathlon con la Federazione Italiana Triathlon e si sono tenuti a Imola il 26 marzo 2022.
Tra gli uomini ha vinto Samuele Angelini (Fiamme Oro), mentre la gara femminile è andata a Marta Bernardi (Tri Evolution).

## Risultati

### Élite uomini
| Pos. | Atleta                  | Società sportiva      | Corsa    | Bici     | Corsa    | Totale   |
| ---- | ----------------------- | --------------------- | -------- | -------- | -------- | -------- |
|      | Samuele Angelini        | Fiamme Oro            | 00:15:28 | 15:14:51 | 00:08:56 | 00:53:09 |
|      | Michele Sarzilla        | DDS                   | 00:15:26 | 00:27:25 | 00:09:02 | 00:53:11 |
|      | Franco Pesavento        | Granbike Triathlon    | 00:15:30 | 00:27:23 | 00:09:14 | 00:53:23 |
| 4    | Gregory Barnaby         | 707                   | 00:15:31 | 00:27:15 | 00:09:41 | 00:53:43 |
| 5    | Alessandro De Angelis   | Minerva Roma          | 00:15:29 | 00:00:00 | 00:09:39 | 00:53:53 |
| 6    | Alessio Crociani        | Fiamme Azzurre        | 00:15:30 | 00:00:00 | 00:09:45 | 00:53:56 |
| 7    | Luca Bruni              | K3 Cremona            | 00:15:35 | 00:28:20 | 00:09:14 | 00:54:20 |
| 8    | Michele Bortolamedi     | K3 Cremona            | 00:15:44 | 00:28:21 | 00:09:08 | 00:54:21 |
| 9    | Marco Corti             | Zerotrenta Triathlon  | 00:16:01 | 00:27:45 | 15:25:43 | 00:54:23 |
| 10   | Stefano Lombardi        | Venus Triathlon       | 00:16:01 | 00:27:47 | 00:09:19 | 00:54:30 |
| 11   | Luca Diego Boraschi     | Torrino-roma Triathl  | 00:15:27 | 00:28:20 | 00:09:21 | 00:54:31 |
| 12   | Davide Ingrilli'        | 707                   | 00:16:16 | 00:27:30 | 00:09:23 | 00:54:34 |
| 13   | Davide Menichelli       | Doria Nuoto Loano     | 00:15:49 | 00:27:54 | 00:09:24 | 00:54:37 |
| 14   | Miguel Larramona Espuna | CUS Pro Patria Milano | 00:16:13 | 15:15:49 | 00:09:24 | 00:54:38 |
| 15   | Marco Rinaldi           | CUS Parma             | 00:16:14 | 15:15:47 | 00:09:28 | 00:54:38 |
| 16   | Riccardo Brighi         | Raschiani Triathlon   | 00:15:30 | 00:28:20 | 00:09:25 | 00:54:46 |
| 17   | Valerio Patane'         | CUS Pro Patria Milano | 00:16:08 | 00:27:39 | 00:09:10 | 00:54:47 |
| 18   | Enrico Schiavino        | Magma Team            | 00:16:15 | 15:15:45 | 00:09:40 | 00:54:48 |
| 19   | Nicola Duchi            | Doloteam              | 00:15:49 | 15:15:56 | 00:09:25 | 00:54:49 |
| 20   | Alessandro Degasperi    | Doloteam              | 00:16:14 | 00:27:33 | 00:09:44 | 00:54:56 |

### Élite donne
| Pos. | Atleta                | Società sportiva    | Corsa    | Bici     | Corsa    | Totale   |
| ---- | --------------------- | ------------------- | -------- | -------- | -------- | -------- |
|      | Marta Bernardi        | Tri Evolution       | 00:17:04 | 00:31:08 | 00:09:54 | 00:59:15 |
|      | Giorgia Priarone      | 707                 | 00:17:03 | 00:31:09 | 00:10:05 | 00:59:22 |
|      | Angelica Prestia      | Raschiani Triathlon | 00:17:04 | 00:31:15 | 00:10:31 | 00:59:54 |
| 4    | Ilaria Zane           | Overcome Asd        | 00:17:29 | 00:32:42 | 00:11:00 | 01:02:14 |
| 5    | Asia Mercatelli       | 707                 | 00:17:30 | 00:34:05 | 00:10:30 | 01:03:08 |
| 6    | Alice Capone          | Raschiani Triathlon | 00:18:21 | 00:33:14 | 00:10:29 | 01:03:10 |
| 7    | Nicoletta Santonocito | Magma Team          | 00:18:24 | 00:33:12 | 00:10:29 | 01:03:15 |
| 8    | Federica Frigerio     | Venus Triathlon     | 00:18:12 | 00:33:20 | 00:10:33 | 01:03:19 |
| 9    | Sara Savoia           | Raschiani Triathlon | 00:18:40 | 00:32:55 | 00:10:39 | 01:03:26 |
| 10   | Laura Ceddia          | Raschiani Triathlon | 00:18:41 | 00:32:54 | 00:10:48 | 01:03:31 |
| 11   | Noemi Bogiatto        | Cuneo1198 Triteam   | 00:18:42 | 00:32:53 | 00:10:51 | 01:03:32 |
| 12   | Camilla Magliano      | Granbike Triathlon  | 00:18:51 | 00:32:44 | 00:10:46 | 01:03:34 |
| 13   | Eleonora Demarchi     | Cuneo1198 Triteam   | 00:18:41 | 00:32:55 | 00:10:52 | 01:03:37 |
| 14   | Matilde Locatelli     | Raschiani Triathlon | 00:18:40 | 00:32:53 | 00:10:56 | 01:03:40 |
| 15   | Giada Stegani         | T.d. Rimini         | 00:18:40 | 00:32:55 | 00:10:59 | 01:03:43 |
| 16   | Alessia Orla          | K3 Cremona          | 00:18:31 | 00:32:57 | 00:11:12 | 01:03:49 |
| 17   | Sandra Mairhofer      | Granbike Triathlon  | 00:19:19 | 00:32:17 | 00:11:07 | 01:03:54 |
| 18   | Francesca Crestani    | Valdigne Triathlon  | 00:18:58 | 00:32:38 | 00:11:26 | 01:04:08 |
| 19   | Simona Cargnino       | Rari Nantes Torino  | 00:18:32 | 00:33:04 | 00:11:27 | 01:04:14 |
| 20   | Margie Santimaria     | Doloteam            | 00:19:18 | 00:32:16 | 00:11:36 | 01:04:23 |